# Vírus linfotrópico da célula T humana
O Vírus linfotrópico da célula T humana (em inglês HTLV ou Human T lymphotropic virus) é um vírus pertencente a família retroviridae, a mesma do HIV, porém pertencente ao gênero deltaretrovius. Foi o primeiro retrovírus claramente associado a uma malignidade, sendo isolado em 1980 em pacientes de Linfoma de células T (EUA), já descrito primeiramente no Japão em 1977.

## Patologias
Estima-se que no mundo há entre 10 e 20 milhões de pessoas infectadas, destes:
- Entre 2 e 3% dos indivíduos infectados desenvolvem Leucemia de células T do adulto ou linfoma de células T cutâneas
- Entre 1% e 2% desenvolvem mielopatia/paraparesia espástica tropical, um quadro neurológico degenerativo crônico.
- Também pode causar imunossupressão, artropatia infecciosa reumatoide crônica, problemas oculares como uveíte, dermatite infecciosa, xerostomia (boca seca, com fissuras e perda de papilas) e deixar o organismo mais vulnerável a infecções oportunistas como candidíase.[3]

## Transmissão
A transmissão viral entre indivíduos ocorre por sangue infectado e A transmissão no organismo ocorre através do contato célula-célula. Assim pode ser transmitido por:
- Relação sexual sem preservativo
- Amamentação (20% de risco),
- Compartilhamento de seringas ou outro material perfurante ou cortante contaminado;
- Transplante de órgãos.

No Brasil e países desenvolvidos o sangue doado é examinado para evitar transmitir HTLV-1.
As partículas virais do HTLV-1 tem baixa infecciosidade in vitro por suas células-alvo primárias, células T CD4+, assim como outras retroviroses, pois o número de partículas virais livres é muito baixo. As partículas virais livres também são poucos infectantes in vitro, pois requer o contato íntimo entre células. Linfócitos T promovem esse contato íntimo entre células por meio da sinapse virológica.
As células dendríticas são potentes apresentadoras de antígenos e são peças centrais contra infecções virais. Estão localizadas nos sítios de entrada do vírus: nas mucosas e no sangue periférico. Elas são capazes de capturar o antígeno, migrar para os órgãos linfóides e apresentá-los as células T, além de importante mediadoras da resposta imune inata. Muitas viroses infectam as células dendríticas que acabam por facilitar a transmissão, incluindo o HTLV-1.

## Características
Retrovírus humano geneticamente relacionado a subfamília Oncovirinae. Constitui-se de partículas esféricas com 100 nanômetros de diâmetro, composta por um core central eletrodenso e envelope externo glicoprotéico, porção central do virion constituído por duas cópias de RNA fita simples e transcriptase reversa.

## Epidemiologia
O HTLV tipo 1 é comum em todo o mundo, enquanto o tipo 2 é comum apenas entre nativos da América do Norte e do Sul e em alguns países do extremo oriente. Ambos causam mielopatia espástica tropical, mas apenas o tipo 1 está associado a linfomas.